# Céginformáció
A céginformáció egy cég adatait tartalmazza, elsősorban a hitelképesség szemszögéből.
Angolul inkább a credit report, azaz kb. hitel-jelentés, hitel-információ
szavakat használjuk, ami közelebb áll a valódi tartalomhoz.

## A céginformáció célja
Céginformációt általában akkor kér egy vállalkozás egy másik vállalkozásról, ha
meg akar győződni annak hitelképességéről. Értelemszerűen erre azért kíváncsi, mert meghatározott összegű hitelt készül nyújtani neki.
A hitelnyújtáskor szokásos biztosítékot kikötni, azonban erre sokszor nincs mód, vagy a piaci viszonyok nem teszik lehetővé. Például utólagosan fizetett üzemanyag-kártyák esetében nem követelhet a hitelnyújtó ingatlanfedezetet.
A céginformációból a hitelező megtudhatja, hogy biztosítékok nélkül mekkora hitelt nyújthat ügyfelének, aminek a kockázata még minimális.

## A céginformáció részei
A céginformáció a következő részekből állhat:ecotech 2008 kft
- regisztrált adatok
- működési adatok
- minősítő adatok

## Regisztrált adatok
Regisztrált adatok alatt értjük Magyarországon a cégbíróságok által rögzített
hivatalos cégnyilvántartásból származó adatokat:
- cég neve, címe
- tulajdonosok neve, címe
- vezetők neve, címe
- alaptőke nagysága
- tevékenységi kör
- esetleg a cég ellen benyújtott felszámolási eljárás megindítására vonatkozó kérelmek

## Működési adatok
A cég üzleti működését legjobban az éves mérlegek és eredménykimutatások írják le. Ezekből különféle kockázatelemzési módszerekkel kiszámítható, hogy a cég mennyire van potenciálisan veszélyben, mennyire fejlődőképes, végül pedig  mennyire hitelképes.
A céginformáció általában az utolsó két vagy három év hozzáférhető mérlegeit és eredménykimutatásait tartalmazza. Az ennél korábbi mérlegek felhasználása a minősítésben már kockázatos lehet.
A működési adatok közé soroljuk még a cég éves forgalmi adatait (ha nincs mérleg, ez is támpontot adhat), és a dolgozói létszámot is. Utóbbi további pontosító adat lehet a minősítés során.

## Minősítő adatok
A minősítő adatok lehetnek:
- cég fejlődésének minősítése
- cég üzletmenetének, rendelésállományának minősítése
- szállítói értékelés a cég fizetőképességére, fizetési pontosságára vonatkozóan
- cég működését általánosan leíró kockázati index
- biztosíték nélkül adható hitelkeret

A szállítói értékelés úgy történik, hogy a céginformáció készítője 
a lekérdezett cég üzleti partnereivel, azok közül is a szállítókkal
rövid interjút készít. A szállítók általában a negatív információkat (késedelmes, problémás fizetés) szívesen kiadják.
Az általános kockázati index a többi kockázati mutatóból számítható, kockázatelemzési matematikai eljárásokkal.
A biztosíték nélküli hitelkeret az általános kockázati indexből és a cég működési adataiból együttesen számítható ki.

## Céginformációt szolgáltató cégek Magyarországon
Nagyobb piaci szereplők:
- CompLex Kiadó
- Jogi Adatbank
- Direktinfo Kft.
- Cégjelző Kft.
- Credit Control Kft.
- Creditreform
- Coface Intercredit
- Dun & Bradstreet Magyarország
- Euler Hermes Magyar Követeléskezelő Kft. Archiválva 2004. december 16-i dátummal a Wayback Machine-ben
- CégTaláló (Cégbírósági adatok)
- Unio Page (Cégadatbázis)
- Szaknévsor (Cégadatbázis)
- Opten Informatikai Kft.
- Országos Cégkivonat Szolgáltató Kft.
- PartnerControl
- Bisnode
- Acegem
- Közigazgatási és Igazságügyi Minisztérium ingyenes céginformációja